# Pseudomys oralis
Pseudomys oralis is een knaagdier uit het geslacht Pseudomys dat voorkomt in Australië. Zijn verspreidingsgebied beslaat een klein gebied in het noordoosten van New South Wales en het uiterste zuidoosten van Queensland. Daar leeft hij tot op 1200 m hoogte in verschillende habitats.
Deze soort heeft een lange, zachte vacht en een korte bek. De rug is bruingrijs, de onderkant bijna wit, met een geleidelijke overgang. De staart is van boven bruin en van onder crèmekleurig. Om de ogen zit een smalle ring. De kop-romplengte bedraagt 100 tot 145 mm, de staartlengte 85 tot 120 mm, de achtervoetlengte 25 tot 29 mm, de oorlengte 15 tot 18 mm en het gewicht 45 tot 115 gram. Vrouwtjes hebben 0+2=4 spenen.
Dit dier bijt niet als hij wordt vastgepakt. Hij bouwt nesten en eet voornamelijk zaden en bladeren, en ook wel schimmels, bloemen en geleedpotigen. In de paartijd, van augustus tot maart, worden tot twee nesten van twee tot drie jongen geboren.
Pseudomys albocinereus · 
Pseudomys apodemoides · 
Pseudomys auritus† · 
Pseudomys australis · 
Pseudomys bolami · 
Pseudomys calabyi · 
Pseudomys chapmani · 
Pseudomys delicatulus · 
Pseudomys desertor · 
Pseudomys fumeus · 
Pseudomys glaucus · 
Pseudomys gouldii · 
Pseudomys gracilicaudatus · 
Pseudomys hermannsburgensis · 
Pseudomys higginsi · 
Pseudomys johnsoni · 
Pseudomys mimulus · 
Pseudomys nanus · 
Pseudomys novaehollandiae · 
Pseudomys occidentalis · 
Pseudomys oralis · 
Pseudomys patrius · 
Pseudomys pilbarensis · 
Pseudomys pilligaensis · 
Pseudomys shortridgei · 
Pseudomys vandycki†